# Steinfeld (Schleswig)
Steinfeld település Németországban, Schleswig-Holstein tartományban. Lakosainak száma 851 fő (2023. december 31.).

## Népesség
A település népességének változása:
| Lakosok száma | 549  | 800  | 804  | 816  | 838  | 851  |
|               | 1975 | 2017 | 2019 | 2021 | 2022 | 2023 |